# Хорецкий, Сергей Григорьевич
Сергей Григорьевич Хорецкий (род. 1956 год, Минск) — спортсмен и тренер по парусному спорту.

## Биография
Сергей Хорецкий родился в 1956 году в Минске.
В 1970-х годах Сергей Хорецкий ходил под парусом яхты «Летучий голландец».
В 1975 году — бронзовый призёр чемпионата СССР. Становился чемпионом Кубков Беларуси. В 1977 году стал мастером спорта Беларуси международного класса.
Тренер Юрий Алексеевич Ларин сыграл в карьере спортсмена определяющую роль. В 1978 году он стал старшим тренером класса «Финн» и принял в команду новичка Сергея Хорецкого. По словам тренера, спортсмен выделялся отсутствием вредных привычек и честолюбием. Под руководством тренера у спортсмена была существенный прогресс в занятиях и в том же году он стал Чемпионатом Европы среди молодежи. Он был готов тренироваться и работать до тех пор, пока не будет получен необходимый результат. Сергей Хорецкий также занимался у тренера Евгения Калины.
На чемпионате Европы в классе «Финн» в 1977 году в Венгрии Сергей Хорецкий был направлен как победитель II Всесоюзных игр молодежи и занял первое место
. В 1979 году Сергей Хорецкий выиграл первое место в «Спартакиаде Народов СССР».
Сергей Хорецкий — один из белорусских спортсменов, который показал очень высокий результат на официальных соревнованиях на одиночных яхтах. Сергей Хорецкий был включен в олимпийскую команду в качестве запасного перед XXII Олимпийскими играми в Москве. Был первым из белорусских спортсменов, кто попал в сборную СССР.
Завоевал Олимпийскую лицензию после 1993 года.
В 1994 году стал бронзовым призёром чемпионата Европы, в период с 1989 по 1991 год стал четырёхкратным призёром чемпионата СССР.